# زهرة باني
زهرة باني (بالإيطالية: Zahra Bani)‏ (31 ديسمبر 1979 في مقديشو، الصومال) هي لاعبة ألعاب قوى محترفة صومالية-إيطالية متخصصة في رمي الرمح.

## السيرة الذاتية
باني ولدت في 31 ديسمبر عام 1979 في مقديشوعاصمة الصومال، من أب إيطالي وأم صومالية. في عام 1989 انتقلت إلى تورينو، إيطاليا مع عائلتها وبدأت لعب الكرة الطائرة. وقالت أنها وجدت نفسها في رمي الرمح، حيث كان أفضل رقم لها 62.75 متر حققته في عام 2005 في بطولة العالم في هلسنكي. ابتداء من 2005 عانت زهرة عدة مشاكل صحية مما أدى إلى تراجع مستواها الأولمبي، وتعتبر زهرة ثاني أفضل لاعبة رمي رمح في تاريخ إيطاليا بعد كلاوديا كوسلوفيتش.

## الإنجازات
| العام              | المسابقة                                  | المكان             | المركز             | ملاحظة             |                    |
| متنافسة من إيطاليا | متنافسة من إيطاليا                        | متنافسة من إيطاليا | متنافسة من إيطاليا | متنافسة من إيطاليا | متنافسة من إيطاليا |
| ------------------ | ----------------------------------------- | ------------------ | ------------------ | ------------------ | ------------------ |
| 1998               | بطولة العالم للناشئين لألعاب القوى 1998   | آنسي               | 26th (q)           | 44.38m             |                    |
| 1999               | بطولة أوروبا لألعاب القوى تحت 23 سنة 1999 | غوتنبرغ            | 6th                | 51.90m             |                    |
| 2001               | بطولة أوروبا لألعاب القوى تحت 23 سنة 2001 | أمستردام           | 21st (q)           | 43.78m             |                    |
| 2005               | بطولة العالم لألعاب القوى 2005            | هلسنكي             | 5th                | 62.75m             |                    |
| 2005               | الألعاب الجامعية الصيفية 2005             | إزمير              | 6th                | 55.02m             |                    |
| 2005               | ألعاب البحر الأبيض المتوسط 2005           | ألمرية             | 2nd                | 62.36m             |                    |
| 2005               | نهائي ألعاب القوى العالمي 2005            | مونت كارلو         | 8th                | 55.02m             |                    |
| 2006               | بطولة أوروبا لألعاب القوى 2006            | غوتنبرغ            | 9th                | 57.91m             |                    |
| 2006               | نهائي ألعاب القوى العالمي 2006            | شتوتغارت           | 6th                | 60.54m             |                    |
| 2007               | بطولة العالم لألعاب القوى 2007            | أوساكا             | 14th               | 59.02m             |                    |
| 2008               | الألعاب الأولمبية الصيفية 2008            | بكين               | —                  | —                  |                    |
| 2008               | نهائي ألعاب القوى العالمي 2008            | شتوتغارت           | 4th                | 60.22m             |                    |
| 2009               | ألعاب البحر الأبيض المتوسط 2009           | بسكارا             | 2nd                | 60.65m             |                    |
| 2010               | بطولة أوروبا لألعاب القوى 2010            | برشلونة            | 11th               | 53.67m             |                    |
| 2012               | بطولة أوروبا لألعاب القوى 2012            | هلسنكي             | 14th               | 53.40m             |                    |

### ألقاب وطنية
فازت زهرة ببطولة ألعاب القوى الوطنية الإيطالية 16 مرات. (رقم قياسي في تاريخ المشاركة النسوية في البطولة الوطنية).
- 7 انتصارات في رمي الرمح (2005, 2006, 2009, 2010, 2011, 2012, 2017)
- 9 انتصارات في بطولة رمي الرمح الشتوية الإيطالية (2006, 2008, 2009, 2010, 2011, 2012, 2013, 2015, 2017)

### الأرقام الشخصية
| التخصص    | الرقم   | المكان | التاريخ       |
| --------- | ------- | ------ | ------------- |
| رمي الرمح | 62,75 m | هلسنكي | 14 أغسطس 2005 |

## وصلات خارجية
- زهرة باني على موقع الاتحاد الدولي لألعاب القوى (الإنجليزية)
- زهرة باني على موقع الاتحاد الإيطالي لألعاب القوى (الإيطالية)
- زهرة باني على موقع الدوري الماسي (الإنجليزية)
- زهرة باني على موقع اللجنة الأولمبية الدولية (الإنجليزية)
- زهرة باني على موقع أوليمبيديا (الإنجليزية)